# Jeff Fowler
Jeffrey Fowler (Normal, 27 de julho de 1978) é um diretor, roteirista, animador e artista de efeitos visuais. Ele foi indicado ao Oscar de melhor curta-metragem de Animação como escritor e diretor de Gopher Broke (2004).  Ele fez sua estréia na direção de longa-metragens com o filme Sonic - O Filme (2020). 

## Filmografia

### Filmes
| Ano  | Título                 | Personagem | Posição                                | Notas |
| ---- | ---------------------- | ---------- | -------------------------------------- | ----- |
| 2009 | Onde Vivem os Monstros |            | Pesquisa e desenvolvimento de animação |       |
| 2020 | Sonic - O Filme        |            | Diretor                                |       |
| 2022 | Sonic the Hedgehog 2   |            | Diretor                                |       |
| 2024 | Sonic the Hedgehog 3   |            | Diretor                                |       |

### Curta-metragens
| Ano  | Título             | Personagem | Posição                                                                 | Notas |
| ---- | ------------------ | ---------- | ----------------------------------------------------------------------- | ----- |
| 2003 | Rockfish           |            | Animador                                                                |       |
| 2004 | Gopher Broke       |            | Roteirista, diretor, artista de storyboard, layout artist, and animator |       |
| 2006 | A Gentlemen's Duel |            | Roteirista e animador                                                   |       |

### Televisão
| Ano  | Título        | Personagem | Posição | Notas         |
| ---- | ------------- | ---------- | ------- | ------------- |
| 2002 | Gilmore Girls | Bob        |         | Papel pequeno |